# Río Techa

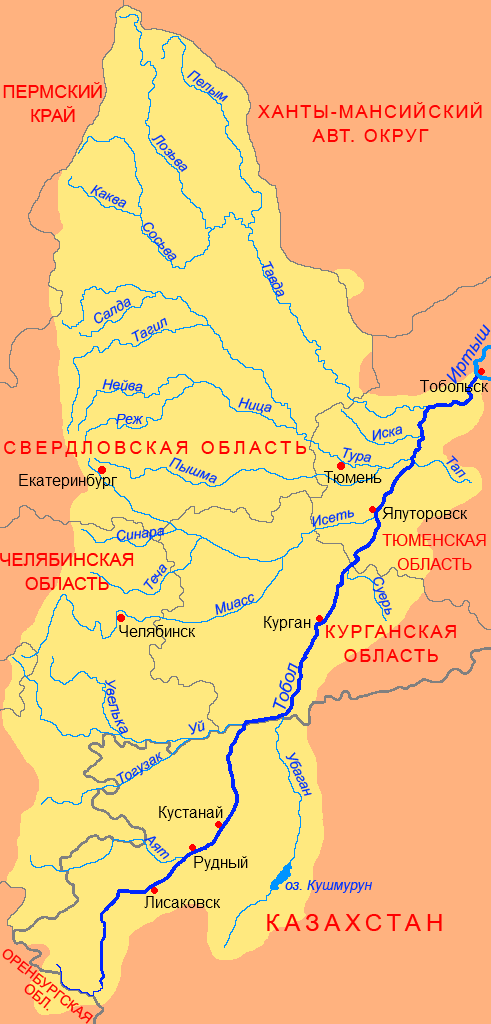
Cuenca del río Tobol. Mapa en ruso del río Tobol en el que aparecen las siguientes ciudades en su curso: Lisakovsk (Лисаковск), Roudny (Рудный), Kostanái (Қостанай), Kurgán (Курган), Yalutorovsk (Ялу́торовск) y Tobolsk (Тобо́льск)

El río Techa o Tetcha es un río en el flanco oriental de los montes Urales del sur, conocido por la contaminación nuclear. Tiene aproximadamente 240 km (150 millas) de largo, y su cuenca cubre 7.500 km² (2.900 millas²). 
Comienza en la antigua ciudad secreta de procesamiento nuclear de Ozyorsk, Óblast de Cheliábinsk, a unos 80 km (50 millas) al noroeste de Cheliábinsk y fluye hacia el noreste a Dalmatovo en el río Iset, un afluente del río Tobol. Su cuenca está encerrada en el sureste por la del río Miass, otro río que fluye hacia el noreste en el Iset.

## Contaminación del agua
Desde 1949 hasta 1956, la central nuclear Mayak vertió 76 millones de m³ (2,7 × 109 pies cúbicos) de aguas residuales radiactivas en el río Techa, una dispersión acumulada de 2,75 MCi (102 PBq) de radioactividad.
Hasta 40 aldeas, con una población combinada de aproximadamente 28.000 residentes, se alineaban a lo largo del río en ese tiempo. Para 24 de ellos, el Techa era una fuente importante de agua; 23 de ellos fueron finalmente evacuados. En los últimos 45 años, alrededor de medio millón de personas de la región han sido detectadas con irradiación en uno o más incidentes, exponiéndolos hasta 20 veces la radiación sufrida por las víctimas del accidente de Chernóbil.